# Caibro

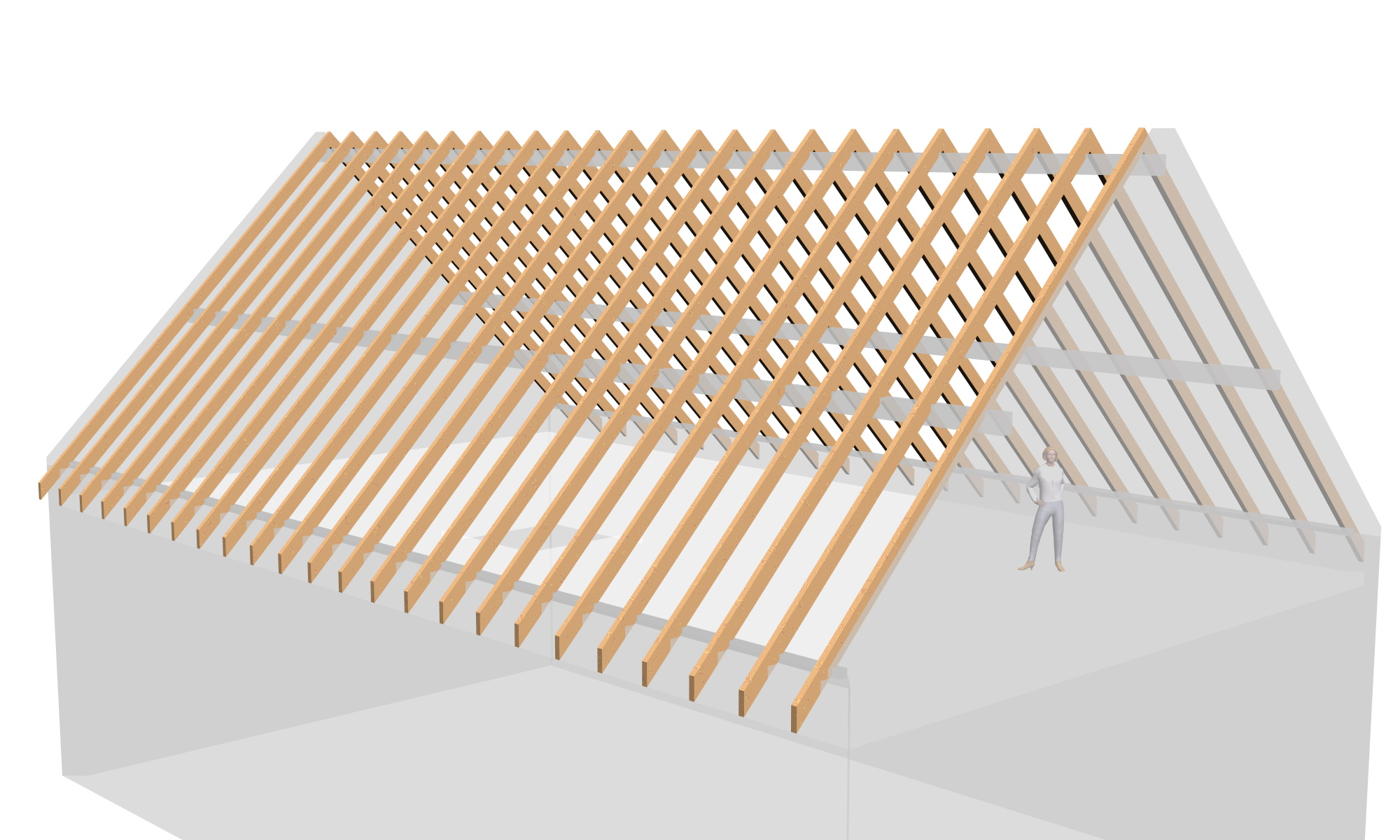
Disposição dos caibros no madeiramento

O caibro é um elemento componente do madeiramento do telhado, ficando localizado sobre as terças e abaixo das ripas. Atua no sentido longitudinal da queda d'água do telhado.
Na região nordeste do Brasil a seção transversal mais utilizada na confecção das madeiras para um caibro é de 3,5cm x 7,0cm. Outra seção, sine quae non, para que uma madeira seja chamada de caibro é o seu comprimento, o qual deve ser de no minimo do tamanho de uma telha qualquer. 
Age juntamente com as ripas na distribuição das cargas sobre todo o madeiramento.